# Mak (typ jachtu)
Mak – polska turystyczna żaglowa łódź spacerowa z ożaglowaniem typu ket.
Łódź przeznaczona była do żeglowania spacerowego oraz kilkudniowego, turystycznego po jeziorach. Zaprojektował ją Henryk Jaszczewski.

## Informacje techniczne
- długość: 2,9 m,
- szerokość: 1,34 m,
- zanurzenie: 0,65 m,
- ożaglowanie: 5 m²[1].